# ATA Airlines
ATA Airlines és una aerolínia estatunidenca de baix cost posseïda per Global Aero Logistics. La companyia té les seves oficines corporals a Indianapolis, Indiana. El seu aeroport de llar aquesta localitzat a l'Aeroport Internacional Midway.